# Пурпурная шпорцевая кукушка
Пурпурная шпорцевая кукушка (лат. Centropus violaceus) — вид птиц семейства кукушковых (Cuculidae). Подвидов не выделяют. Эндемик островов Новая Британия и Новая Ирландия (архипелаг Бисмарка).

## Описание
Пурпурная шпорцевая кукушка — крупная кукушка с длинным мощным, загнутым книзу клювом и длинным широким хвостом. Длина тела варьирует от 62 до 70 см, масса — до 500 г. Половой диморфизм в окраске оперения не выражен. Общая окраска оперения преимущественно чёрная с блестящим фиолетово-синим отливом. Радужная оболочка красная, окологлазное кольцо и клюв чёрные. Голый участок кожи вокруг глаз от беловатого до красноватого цвета. Ноги от беловатого до светло-коричневого или сланцево-голубого цвета. У молодых птиц верхняя часть тела тусклого чёрного цвета; крылья и хвост блестящего фиолетового цвета; нижняя часть тела сажисто-серая, радужная оболочка светло-серая.

## Биология
Пурпурная шпорцевая кукушка обитает в равнинных первичных и нарушенных тропических лесах. Питается крупными насекомыми, улитками и мелкими лягушками. Сезон размножения длится с ноября по январь. Гнездо сооружается высоко на дереве, кладка состоит из трех белых яиц.